# Die andere Esther
Die andere Esther  (Originaltitel: Az őz, Titel der deutschen Neuübersetzung: Eszter und Angela) ist ein Roman von Magda Szabó. Er erschien erstmals 1957 in ungarischer Sprache im Verlag Könyvkiadó in Budapest. Die deutschsprachige Übersetzung von Mirza Schüching erschien 1961 im S. Fischer Verlag. Im Jahre 1979 erschien eine Neuübersetzung von Vera Thies im Verlag Volk und Welt.

## Inhalt
Eszter Enczy ist Schauspielerin und stammt aus einer verarmten adeligen Familie. Am Grab ihres Geliebten hält sie einen inneren Monolog und blickt auf ihr Leben zurück. Am meisten hat sie die Beziehung zu ihrer Mitschülerin Angela geprägt, in die sie verliebt gewesen ist, sich aber die Liebe nicht eingestehen wollte und stattdessen ihre Aggressionen an Angela ausgelassen hat. Angela, die im Gegensatz zu Eszter aus einer wohlhabenden Juristenfamilie stammt, war ein sanftmütiges und hilfsbereites Mädchen. Eines Tages bekam sie ein zahmes Reh als Haustier geschenkt, das sie liebevoll gepflegt hat.
Eszter neidet Angela auch das Haustier, entführt es eines Tages und bindet es an einem Bahngleis an, so dass es überfahren wird.
Später hat Eszter Ungarisch und Latein studiert und ist Schauspielerin geworden. Ihren Geliebten hat sie nach einem Theaterbesuch kennengelernt. Da Eszter auch auf ihren Geliebten eifersüchtig war, hat sie seine Uhr verstellt, so dass er sich beim Nachhauseweg zu seiner Frau beeilen musste und von einem Auto überfahren wurde. Der Roman endet mit den Worten von Eszter am Grab des Liebhabers: „Ich komme bald“.

## Kritik
„Außerdem ist Eszters Schicksal nicht ein typisches Schicksal ihrer Generation, sondern eines, das in seiner Eigenheit viel faszinierender und auch glaubhafter ist. Zwar entspricht scheinbar manches dem Klischee: Vor dem Krieg ist Eszter, wie es sich für die Heldin eines sozialistischen Romans gehört, sehr arm. […] Aber Eszter wird – im Gegensatz zum üblichen sozialistischen Romanhelden – niemals von der sozialistischen Lehre und Bewegung beeinflußt.“

### Ausgaben
- Magda Szabó:  Eszter und Angela. Roman. Übersetzt von Vera Thies. Mit einem Nachwort von Geraldine Gabor, Ullstein Verlag, Frankfurt am Main, Berlin, Wien 1984, ISBN 3-548-30163-0